# フランソワ・ドルレアン (1961-2017)
フランソワ・ドルレアン（フランス語: François d'Orléans、1961年 2月7日 - 2017年 12月31日）は、フランスの旧王家オルレアン家の一員。フランス公アンリの長男。クレルモン伯、ドーファン（王太子）の称号を有した。

## 生涯
先天性トキソプラズマ症のため、深刻な精神障害があった。このため当時の家長である祖父パリ伯アンリは、1981年にフランソワを継承順位から除外した。
1999年、家督を継いだ父アンリによって、継承順位からのフランソワの除外が再確認された。しかし2003年には一転して継承権が認められた。将来的にフランソワが当主となり、すぐ下の弟ジャンが兄の摂政を務めるものとされたが、ジャンはこの変更に反発し、オルレアン家継嗣の座をめぐって論争が生じた。
2017年12月31日、薨去。これによりジャンが父アンリの後継者（＝ドーファン）となり、家督相続人をめぐる論争は収束した。2018年1月6日、ドルーのサン＝ルイ王室礼拝堂において葬儀が催された。
ジャンによると、父アンリはフランソワの死後やつれたという。